# Everybody's Darling
Everybody's Darling utkom år 2004 och är Regina Lunds tredje skiva. Till skillnad från tidigare album experimenterar hon med en hårdare stil, liknande bland annat Queens of the Stoneage, Thåström och Goo Goo Dolls, med den självklara hårdare musiken men mer av det som var en oskyldig röst innan till en rasslande, pinad Regina nu, vilket syns som tydligast i öppningsspåren. Många hade svårt att acceptera karriärsvängen, och Expressen sa till exempel att "den lovande artist som hördes på Unique är som bortblåst."  så till och med Regina själv lanserade på sin officiella webbplats att man kunde köpa nya albumet delat på 2 skivor, med den lugna respektive den hårda stilen separerade.
Att notera är att Regina Lund producerade och finansierade albumet själv genom sitt eget skivbolag Regina Records och trots bra kritik blev albumet rent försäljningsmässigt ett fiasko.
2009 gavs skivan ut igen under namnet DARE med samma låtar bara marginellt förändrade.

## Låtlista 2004
Släppt på Regina Records. 
Låt 1-8 Act I, låt 9-18 Act II.
1. "Too Small" 3:20
2. "This is my Shield" 4:05
3. "Nothing Calms me like Revenge" 3:47
4. "Everybody's Darling" 4:29
5. "People like me" 3:51
6. "Courage" 3:20
7. "Bartender" 5:23
8. "Falling" 2:04
9. "Hope" 3:06
10. "White Bird" 4:42
11. "Go Where Love is" 2:42
12. "Dare" 6:24
13. "I'm Cold" 3:53
14. "In the Atmosphere" 4:42
15. "Empty" 3:32
16. "You think you know me" 6:47
17. "Farewell Sweet Silence" 5:59
18. "Jag är Osynlig (gömd låt)" 5:36

## Låtlista 2010
Släppt på Vicisolum Productions
1. Hope
2. In the Atmosphere
3. White Bird
4. Everybody's Darling
5. Go Where Love Is
6. Dare
7. This Is My Shield
8. Bartender
9. People Like Me
10. Courage
11. You Think You Know Me
12. Return (Korea Remix) 3:48 Bonus Track (Har ett evanescence-sound över sig)
13. All Over My Body Bonus Track (Gladpoppig)

## Recensioner
- Dagens skiva, 7 av 10
- Expressen. 1 av 5
- Helsingborgs Dagblad. 2 av 5
- Svenska Dagbladet. 2 av 5